# Valskog
Valskog ist ein Ort (tätort) in der Gemeinde Kungsör in der schwedischen Provinz Västmanlands län mit 694 Einwohnern (2010). Valskog ist das alte Kirchdorf der ehemaligen Kirchengemeinde Björskog und wurde in den 1870er Jahren zum Eisenbahnknoten. Bei Valskog schließt die Svealandsbanan von Södertälje an die Bahnstrecke Stockholm–Örebro an, seit 1961 ohne Zwischenhalt.